# Enzo Mingione
Enzo Mingione (Milano, 16 settembre 1947) è un sociologo italiano.
Enzo Mingione professore ordinario di Sociologia presso l'Università di Milano Bicocca, è uno dei principali sociologi italiani, già Preside della Facoltà di Sociologia dell'Università di Milano-Bicocca e Presidente della Fondazione Bignaschi. Si occupa principalmente di Sociologia economica ed è uno dei principali esponenti della Nuova Sociologia Economica europea. I suoi campi di ricerca scientifica riguardano la povertà e l'esclusione sociale con particolare attenzione ai contesti urbani; i meccanismi di regolazione sociale dell'economia e il settore informale dell'economia; il mercato del lavoro e la disoccupazione; la città i problemi urbani e regionali; i sistemi di welfare e le politiche sociali. Oltre a tali temi di ricerca ha approfondito la teoria sociale contemporanea con particolare attenzione all'approccio della Sociologia economica e a quello della Sociologia urbana.

## Principali pubblicazioni
- (A cura di) Lavoro: la grande transformazione. L'impatto sociale del cambiamento del lavoro tra evoluzioni storiche e prospettive globali, Feltrinelli, 2020.
- (con Enrico Pugliese) Il lavoro, Carocci, Roma, 2002.
- (A cura di) Le sfide dell'esclusione: metodi, luoghi, soggetti, il Mulino, Bologna, 1999.
- Sociologia della vita economica, La Nuova Italia Scientifica, Roma, 1997.
- (ed.) Urban Poverty and the Underclass: A Reader, Blackwell, Oxford, 1996.
- Fragmented Societies: A Sociology of Economic Life beyond the Market Paradigm, Blackwell, Oxford, 1991.
- Urbanizzazione, classi sociali e lavoro informale, Franco Angeli, Milano, 1983.
- Social Conflict and the City, Blackwell, Oxford, 1981.